# Comuna Severînivka, Iampol
Severînivka (în ucraineană Северинівка) este o comună în raionul Iampol, regiunea Vinița, Ucraina, formată din satele Iancul și Severînivka (reședința).

## Demografie
Componența lingvistică a satului Severînivka
     Ucraineană (97,54%)
     Rusă (1,8%)
     Alte limbi (0,57%)
Conform recensământului din 2001, majoritatea populației satului Severînivka era vorbitoare de ucraineană (97,54%), existând în minoritate și vorbitori de rusă (1,8%).